# 유리섬
유리섬(러시아어: Юрий остров 유리 오스트로프[*], 일본어: 勇留島 유리토[*], 아이누어: ウリル 우리루)은 오호츠크해 쿠릴 열도 하보마이 군도에 있는 작은 무인도로, 이름은 아이누어로 가마우지를 뜻한다. 현재 러시아가 사할린주의 일부로 실효지배하고 있으며, 일본이 영유권을 주장하고 있다.
유리섬은 자연 보전 구역인 소쿠릴 열도에 속해 있으며, 개발되지 않은 채로 남아 있다는 점에서 21세기 들어 생물학자들의 연구 대상이 되었다.

## 역사
유리섬은 과거에는 무인도 상태였다. 1799년 도쿠가와 막부가 아이누 및 사할린과 홋카이도 지역 주민들과의 거래를 위해 앗케시와 네무로에 교역소를 겸한 식민지를 설치하였으며, 메이지 시대에 하보마이촌으로서 행정구역에 편입되었다. 제2차 세계 대전 직전의 인구는 501명으로, 대부분 어업에 종사하였다.
제2차 세계 대전 이후 소련의 쿠릴 열도 상륙 작전을 통해 저항 없이 소련에 점령되었으며, 남사할린 지역과 함께 유즈노사할린주에 병합되었다. 1949년 주민들이 홋카이도로 강제퇴거되어 1991년 소련의 붕괴가 일어날 때까지 주둔하던 소련군을 제외하고는 거주하는 사람이 없었다. 현재 유리섬에는 아무도 살지 않으며, 러시아 연방의 사할린주의 일부로서 관리되고 있다.

### 분쟁
1951년 체결된 샌프란시스코 강화 조약에서 일본은 "쿠릴 열도에 대한 일체의 권리를 포기한다"고 하였지만, 소련은 강화 조약에 참여하지 않았고, 일본은 하보마이 군도를 쿠릴 열도의 일부로 인정하지 않았기 때문에 영토 분쟁은 지속되었다. 1956년 일본과 소련 간 연합 선언이 이루어져 외교 관계가 복원될 때, 소련은 일본에 가장 가까운 2개 섬을 반환하는 안을 제시했지만, 일본은 거부하였다.

## 지리
총 면적은 9.98 km2이며, 언덕이 많다. 총 길이는 7 km이며 최대 너비는 2 km이다. 평균 고도는 20~36 m이며 최고봉은 로모티봉(44 m)이다. 해안선의 총 길이는 23.9 km이다. 섬의 전체적인 모양은 가늘고 길며 구불구불한 형태로, 큰 돌출부는 없다. 지형적으로 북서쪽에 있는 카테르나야(Катерная) 및 시로카야(Широкая)만은 바람과 파도로부터 어느 정도 보호된다.
시로카야만 입구 부분의 절벽에는 암초, 암붕, 시스택이 분포하며, 수심은 5 ~ 17 m이다. 위치상 시로카야만은 북풍의 영향을 받는다. 시로카야만은 유리섬으로의 입도에 주로 사용된다.
유리섬의 나머지 해안은 자연에 개방되어 있다. 해안은 보통 바위가 많고 가파르며, 자갈 및 모래 해변이 있는 일부 지역에서만 경사가 완만하다. 해안에서 바다 쪽으로는 최대 1 km 정도 암초가 널려 있다. 섬 중앙에는 근처 만으로 이어지는 담수호 4개가 있다.
유리섬은 북동쪽의 젤레니섬으로부터 보예이코프 해협을 사이로 1.5 km, 서쪽의 탄필레바섬으로부터 탄필레바 해협을 사이로 6 km, 남서쪽의 아누치나섬으로부터 유리 해협을 사이로 3 km 떨어진 곳에 위치하고 있다. 동쪽으로 4 km 떨어진 곳에는 하르카르섬이 있다.

## 기후
대체로 온난 습윤한 서안 해양성 기후가 나타난다. 봄이 춥고 오래 지속되며, 가을은 맑고 건조하며, 겨울은 대체로 습하다. 가장 추운 달인 1월과 2월에도 기온이 -5°С 이하로 내려가는 일이 드물며, 기록적으로 추운 겨울에도 -15°С 이하로 기온이 내려간 적은 없었다. 심한 서리는 내리지 않지만, 날씨가 더워지지도 않는다. 겨울에는 눈이 많이 오며, 여름에는 비가 자주 오고 안개가 많이 덮인다.
섬 주변 바다는 얼지 않는다. 2월부터 4월 사이에는 오호츠크해에서 내려오는 유빙으로 바다가 덮이기도 한다. 바람이 강하게 불 경우 해안가의 폭풍이 오래 지속된다.
열용량이 높은 바다로 인해 계절은 약 1.5개월에 걸쳐 바뀐다. 연평균 온도는 +6 °C이며 습도는 높다. 여름의 안개와 비로 인해 잔디가 자라기는 좋은 환경이지만 건초 보관의 문제로 인해 목축업에는 제한이 있다.
유리섬에는 산이 없고 대체로 평탄하기 때문에 연중 바람이 불지만, 오네코탄섬처럼 바람이 강하지는 않다.

## 식물상
2013년 소쿠릴 열도의 거대 식물군 조사가 이루어졌고, 수중식물 33종의 서식이 기록되었다. 해안가는 홍조식물이 지배적으로 많으며, 다시마도 일부 분포한다. 시로카야만에는
시로카야만에서는 녹조식물도 상당량 분포하는데, 대부분은 특수한 지역에 집중되어 분포한다. 해안가의 무성한 잡목은 다시마로 구성되어 있다.
유리섬의 식물상은 전반적으로 풍부하지 못하다. 초기 연구 결과에 따르면 서식하는 관다발식물의 종 수는 100종이 채 되지 않았다(참고로 인근의 쿠나시르섬에서는 1067종이 발견되었다). 하지만 이후 연구에서 212종으로 수가 늘어났다.
2016년 유리섬에 서식하는 식물에 대한 자세한 조사가 이루어졌다. 토양 분석 결과 초원은 홀로세 중반부터 번식해 확산되었음이 밝혀졌다. 유리섬에는 나무가 전혀 없으며, 섬의 식물권은 크게, 넓은입초본으로 덮인 언덕과, 강과 사초 이끼 늪이 있는 습지 저지대로 나눌 수 있다. 타래난초가 가장 많은 식물이지만 이는 캄차카 변경주, 사하 공화국, 유대인 자치주 등 러시아 극동 지방 대부분이 공통으로 갖고 있는 특징이다. 담수호 4개에는 왜개연꽃(Nuphar pumila)이 자란다. 쿠릴 지방의 이투루프 민들레(Taraxacum yetrofuense Kitam.)는 지방 풍토병의 영향에서 벗어나 있다.

## 동물상
2000년 진행한 대규모 조사에 의하면, 유리섬에 서식하는 조류는 왜가리, 흰꼬리수리이며, 두루미도 유리섬을 정기적으로 방문한다.
섬의 주요 서식종은 붉은여우이며, 인접한 쿠나시르섬과 시코탄섬에 서식하는 여우보다 사람에게 더 조심스럽게 접근한다. 21세기 들어 해달이 쿠릴 열도에 다시 서식하기 시작하여, 2016년 기준 유리섬에서 해달 41마리의 서식이 확인되었다. 양서류는 주로 에조산개구리가 분포하며, 청개구리는 전혀 존재하지 않는다.
유리섬의 딱정벌레 종 수는 26종으로, 소쿠릴 열도의 섬 중 딱정벌레 다양성이 가장 높다. 2016년 조사 결과 아연안(해안)에는 먼지송장벌레과 딱정벌레가 서식하며, 흔한 검은 딱정벌레는 사라졌음이 밝혀졌다. 개미는 털개미속 개미가 널리 분포한다.

### 보전
유리섬은 러시아 정부의 자연 보전 구역인 소쿠릴 열도(러시아어: Малые Курилы) 지역의 일부이다..

## 대중 문화
2015년 이고리 유리예비치는 유리섬을 주제로 "유리섬"이라는 노래를 작곡했다.

## 같이 보기
- 쿠릴 열도 분쟁